# ديويت بيك
ديويت بيك (بالإنجليزية: Dewitt Peck)‏ هو ضابط أمريكي، ولد في 29 مايو 1894 في بيكرسفيلد في الولايات المتحدة، وتوفي في 13 يناير 1973 في Andrews Air Force Base ‏ في الولايات المتحدة.